# سلوبيش
سلوبيش (بالإنجليزية: Słubice)‏ هي مدينة حدودية تقع في محافظة لوبوسكي، غرب بولندا. على نهر أودر مباشرة مقابل مدينة فرانكفورت في ألمانيا، والتي كانت جزءًا منها حتى عام 1945. اعتبارًا من عام 2019، بلغ عدد سكان المدينة 16705 نسمة، مع تكتل حضري من سوبيس-فرانكفورت يبلغ عدد سكانها 85000 نسمة. كانت المدينة سابقًا جزءا من منطقة محافظة جورزو فييلكوبولسكي (1975-1998)، وهي حاليًا عاصمة مقاطعة سلوبيش والمقر الإداري لجمينا سلوبيش. وهي جزء من منطقة لوبوش لاند التاريخية.

## تاريخ

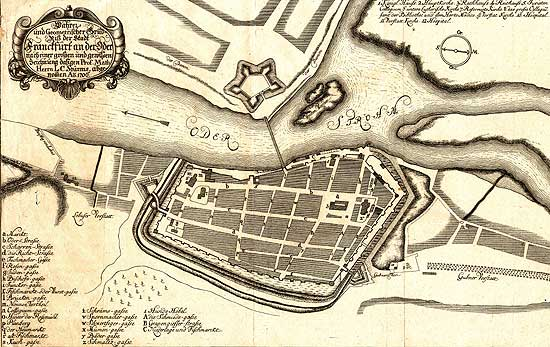
فرانكفورت برأس جسر شرقي (أعلاه)، 1701

اسم المدينة هو نسخة بولندية حديثة محسنة من مصطلح زليويتز "Zliwitz"، وهي مستوطنة سلاف بولابيون كانت تقع شرق جسر برانديندام عبر نهر الأودر، مذكورة في ميثاق مدينة فرانكفورت لعام 1253. حتى عام 1249 كانت جزءًا من منطقة لوبوش لاند البولندية، والتي شكلت منذ عام 1138 في فترات مختلفة جزءًا من مقاطعات بولندا الكبرى وسيليزيا في بولندا المجزأة آنذاك. في عام 1225، مُنح هنري الملتحي الحقوق الأساسية زليويتز. قام الأسكانيون مارجريفز براندنبورغ بشراء أرض لوبوش من سيليزيا في عام 1249. بعد اندلاع حرب للسيطرة على المنطقة عام 1319، أصبحت المنطقة تحت سيطرة دوقية بوميرانيا. في عام 1319 منح دوق بوميرانيا فارتيسلاف الرابع، امتيازات جديدة لمدينة فرانكفورت (أودر)، التي كانت سلوبيش جزءًا منها. سقطت المنطقة مرة أخرى في براندنبورغ في عام 1324. بين عامي 1373 و1415 كانت جزءًا من أراضي التاج البوهيمي (أو الأراضي التشيكية)، التي حكمتها سلالة لوكسمبورغ.
ترتبط سلوبيش ارتباطًا وثيقًا بالمدينة الألمانية الشقيقة فرانكفورت (أودر)، والتي كانت جزءًا منها حتى عام 1945. تم فصل المدينتين عن بعضهما البعض بسبب رسم خط أودر-نايسه، الذي رسم الحدود البولندية الألمانية عبر المدينة. تشترك المدينتان في العديد من المرافق الحضرية وتتعاونان في مشاريع مختلفة، مثل محطة معالجة مياه الصرف الصحي في سلوبيش التي تخدم كلتا المدينتين، بالإضافة إلى امتداد الكلية البولندية لبعض أقسام جامعة فيأدرينا الأوروبية على الجانب البولندي من الحدود. علاوة على ذلك، تعتبر سلوبيش جزءًا من منطقة سلوبيش-كوسترزين الاقتصادية الخاصة.

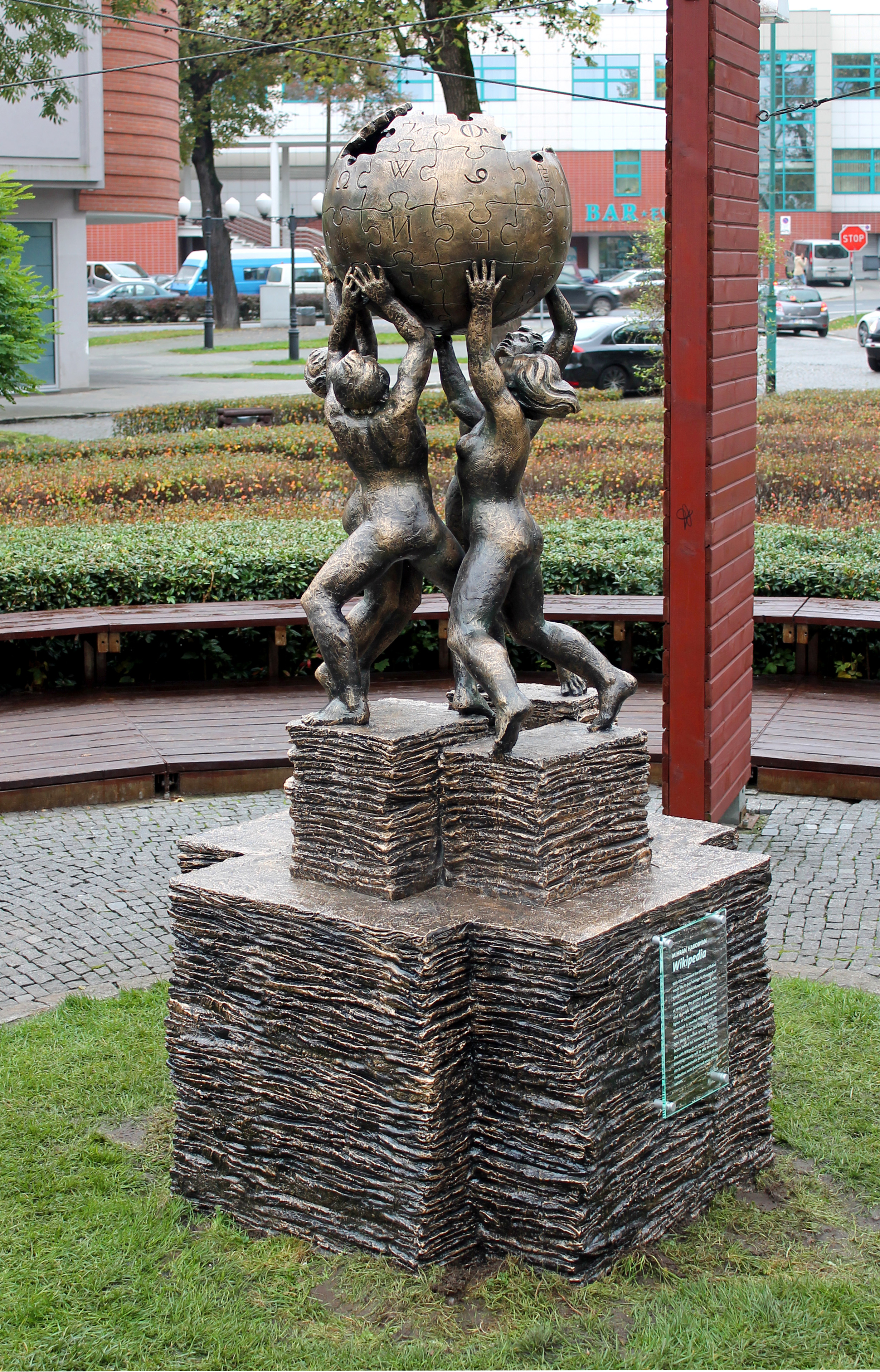
نصب ويكيبيديا، 2014، بواسطة النحات مهران هاكوبيان

## المناخ
لدى سلوبيش مناخ محيطي (تصنيف مناخ كوبن: Cfb).
| البيانات المناخية لـسلوبيش (1991–2020 قياسي, استثنائي 1951–الآن) | البيانات المناخية لـسلوبيش (1991–2020 قياسي, استثنائي 1951–الآن) | البيانات المناخية لـسلوبيش (1991–2020 قياسي, استثنائي 1951–الآن) | البيانات المناخية لـسلوبيش (1991–2020 قياسي, استثنائي 1951–الآن) | البيانات المناخية لـسلوبيش (1991–2020 قياسي, استثنائي 1951–الآن) | البيانات المناخية لـسلوبيش (1991–2020 قياسي, استثنائي 1951–الآن) | البيانات المناخية لـسلوبيش (1991–2020 قياسي, استثنائي 1951–الآن) | البيانات المناخية لـسلوبيش (1991–2020 قياسي, استثنائي 1951–الآن) | البيانات المناخية لـسلوبيش (1991–2020 قياسي, استثنائي 1951–الآن) | البيانات المناخية لـسلوبيش (1991–2020 قياسي, استثنائي 1951–الآن) | البيانات المناخية لـسلوبيش (1991–2020 قياسي, استثنائي 1951–الآن) | البيانات المناخية لـسلوبيش (1991–2020 قياسي, استثنائي 1951–الآن) | البيانات المناخية لـسلوبيش (1991–2020 قياسي, استثنائي 1951–الآن) | البيانات المناخية لـسلوبيش (1991–2020 قياسي, استثنائي 1951–الآن) |
| الشهر                                                            | يناير                                                            | فبراير                                                           | مارس                                                             | أبريل                                                            | مايو                                                             | يونيو                                                            | يوليو                                                            | أغسطس                                                            | سبتمبر                                                           | أكتوبر                                                           | نوفمبر                                                           | ديسمبر                                                           | المعدل السنوي                                                    |
| ---------------------------------------------------------------- | ---------------------------------------------------------------- | ---------------------------------------------------------------- | ---------------------------------------------------------------- | ---------------------------------------------------------------- | ---------------------------------------------------------------- | ---------------------------------------------------------------- | ---------------------------------------------------------------- | ---------------------------------------------------------------- | ---------------------------------------------------------------- | ---------------------------------------------------------------- | ---------------------------------------------------------------- | ---------------------------------------------------------------- | ---------------------------------------------------------------- |
| الدرجة القصوى °م (°ف)                                            | 15.2 (59.4)                                                      | 19.4 (66.9)                                                      | 24.6 (76.3)                                                      | 31.6 (88.9)                                                      | 32.6 (90.7)                                                      | 38.3 (100.9)                                                     | 39.5 (103.1)                                                     | 38.7 (101.7)                                                     | 33.0 (91.4)                                                      | 28.6 (83.5)                                                      | 20.6 (69.1)                                                      | 15.8 (60.4)                                                      | 39.5 (103.1)                                                     |
| متوسط درجة الحرارة الكبرى °م (°ف)                                | 3.4 (38.1)                                                       | 5.1 (41.2)                                                       | 9.2 (48.6)                                                       | 15.6 (60.1)                                                      | 20.1 (68.2)                                                      | 23.2 (73.8)                                                      | 25.4 (77.7)                                                      | 25.2 (77.4)                                                      | 20.1 (68.2)                                                      | 14.2 (57.6)                                                      | 7.8 (46.0)                                                       | 4.2 (39.6)                                                       | 14.5 (58.1)                                                      |
| المتوسط اليومي °م (°ف)                                           | 0.4 (32.7)                                                       | 1.4 (34.5)                                                       | 4.4 (39.9)                                                       | 9.5 (49.1)                                                       | 14.1 (57.4)                                                      | 17.4 (63.3)                                                      | 19.4 (66.9)                                                      | 18.9 (66.0)                                                      | 14.2 (57.6)                                                      | 9.4 (48.9)                                                       | 4.7 (40.5)                                                       | 1.6 (34.9)                                                       | 9.6 (49.3)                                                       |
| متوسط درجة الحرارة الصغرى °م (°ف)                                | −2.3 (27.9)                                                      | −1.7 (28.9)                                                      | 0.3 (32.5)                                                       | 3.6 (38.5)                                                       | 7.9 (46.2)                                                       | 11.4 (52.5)                                                      | 13.5 (56.3)                                                      | 13.0 (55.4)                                                      | 9.3 (48.7)                                                       | 5.5 (41.9)                                                       | 1.9 (35.4)                                                       | −0.9 (30.4)                                                      | 5.1 (41.2)                                                       |
| أدنى درجة حرارة °م (°ف)                                          | −28.9 (−20.0)                                                    | −29.4 (−20.9)                                                    | −25.3 (−13.5)                                                    | −8.6 (16.5)                                                      | −4.8 (23.4)                                                      | −0.8 (30.6)                                                      | 2.6 (36.7)                                                       | 1.4 (34.5)                                                       | −3.8 (25.2)                                                      | −9.1 (15.6)                                                      | −15.2 (4.6)                                                      | −24.3 (−11.7)                                                    | −29.4 (−20.9)                                                    |
| الهطول مم (إنش)                                                  | 40.7 (1.60)                                                      | 33.7 (1.33)                                                      | 39.1 (1.54)                                                      | 29.8 (1.17)                                                      | 54.9 (2.16)                                                      | 50.5 (1.99)                                                      | 86.5 (3.41)                                                      | 58.1 (2.29)                                                      | 48.4 (1.91)                                                      | 37.0 (1.46)                                                      | 37.5 (1.48)                                                      | 40.8 (1.61)                                                      | 557.0 (21.93)                                                    |
| متوسط أيام هطول الأمطار (≥ 0.1 mm)                               | 16.60                                                            | 14.40                                                            | 13.93                                                            | 11.33                                                            | 12.97                                                            | 12.80                                                            | 13.83                                                            | 11.90                                                            | 11.63                                                            | 13.70                                                            | 13.87                                                            | 16.13                                                            | 163.10                                                           |
| متوسط الأيام المثلجة (≥ 0 cm)                                    | 7.6                                                              | 7.4                                                              | 2.9                                                              | 0.3                                                              | 0.0                                                              | 0.0                                                              | 0.0                                                              | 0.0                                                              | 0.0                                                              | 0.0                                                              | 1.0                                                              | 4.6                                                              | 23.8                                                             |
| متوسط الرطوبة النسبية (%)                                        | 86.0                                                             | 81.9                                                             | 76.5                                                             | 68.4                                                             | 69.4                                                             | 69.7                                                             | 71.4                                                             | 72.4                                                             | 78.4                                                             | 83.6                                                             | 87.9                                                             | 87.4                                                             | 77.8                                                             |
| المصدر #1: معهد الأرصاد وإدارة المياه                            |                                                                  |                                                                  |                                                                  |                                                                  |                                                                  |                                                                  |                                                                  |                                                                  |                                                                  |                                                                  |                                                                  |                                                                  |                                                                  |
| المصدر #2: Meteomodel.pl (السجلات ، الرطوبة النسبية 1991-2020)   |                                                                  |                                                                  |                                                                  |                                                                  |                                                                  |                                                                  |                                                                  |                                                                  |                                                                  |                                                                  |                                                                  |                                                                  |                                                                  |

## الثقافة
كانت سلوبيش المكان المناسب لفيلم أضواء بعيدة (فيلم 2003) وكذلك لمشاهد في فيلم 2002 جريل بوينت.
في 22 أكتوبر 2014، تم الكشف عن نصب تذكاري لمحرري ويكيبيديا من قبل مهران هاكوبيان في المدينة، وهو أول تكريم من هذا القبيل لمجتمع ويكيبيديا في جميع أنحاء العالم.

## النقل
يمر الطريقان الوطنيان 29 و31 وطريق Voivodeship 137 عبر المدينة، ويمر الطريق السريع A2، وهو جزء من الطريق الأوروبي E30، من مكان قريب جنوب المدينة.

## الطبخ
الطعام التقليدي المحمي رسميًا في سلوبيش والمقاطعة هو ورك لحم الخنزير، وهو نوع محلي من لحم الخنزير المدخن، وهو طبق تقليدي شهير لعيد الميلاد في المنطقة (كما حددته وزارة الزراعة والتنمية الريفية في بولندا).

## الرياضات
يقع مقر نادي بولونيا سوبيش لكرة القدم وملعبه الأساسي أوسير في سلوبيش.

## المشاهير
- سارة جيمس (مواليد 2008)، مغنية وكاتبة أغاني
- توماش كوكيفيتش (مواليد 1978)، لاعب كرة قدم

## معرض الصور

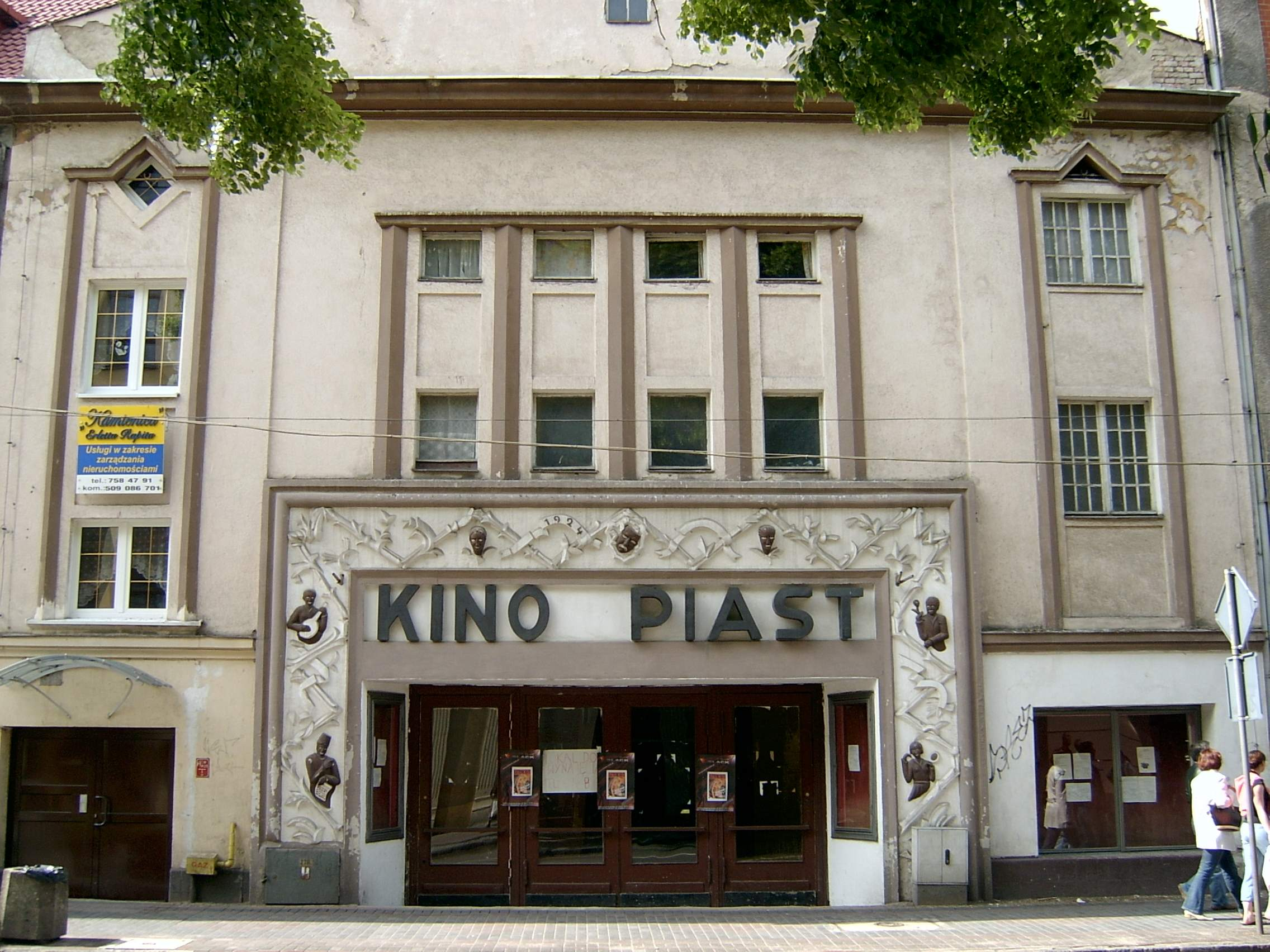
السينما السابقة كينو بياست
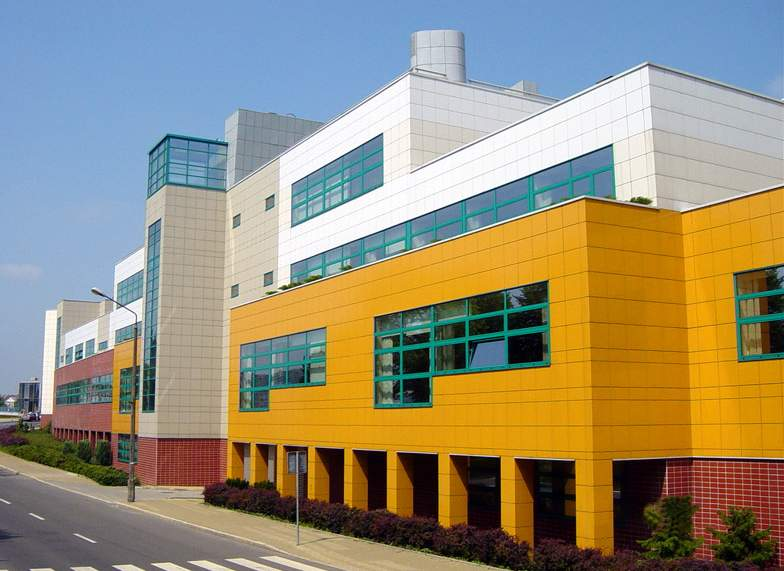
الكلية البولندية
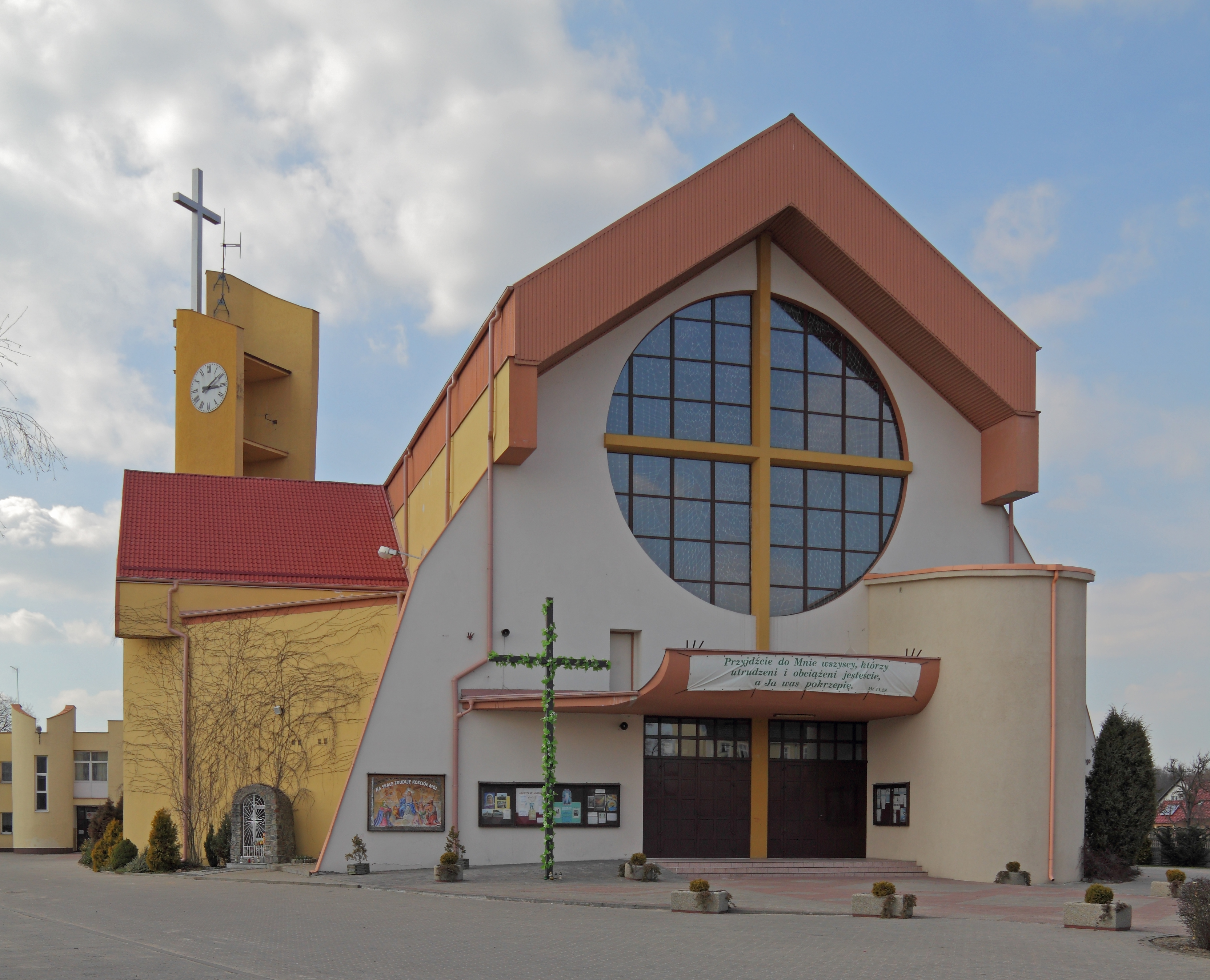
كنيسة الروح القدس
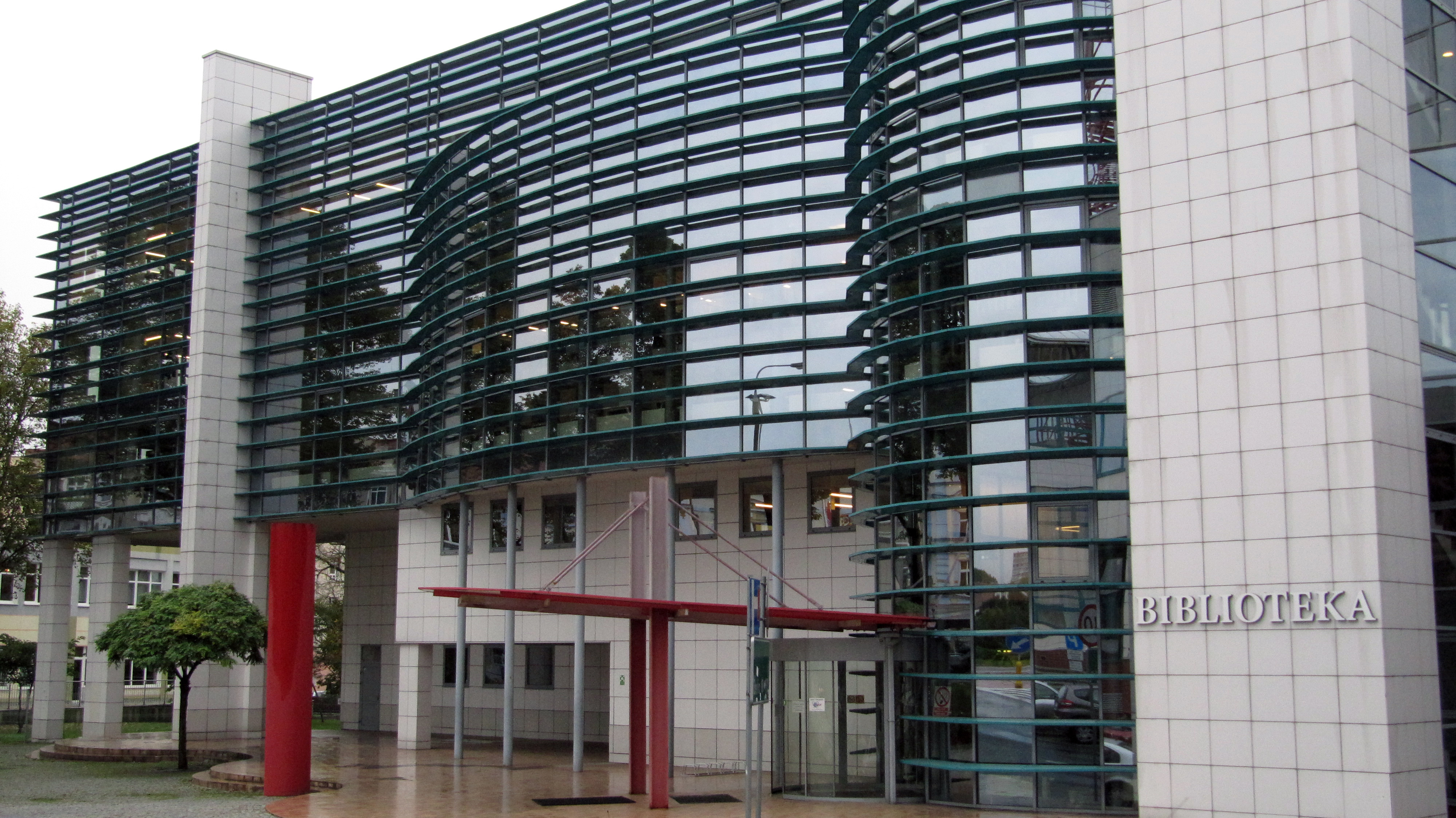
مكتبة الكلية البولندية

## وصلات خارجية
- الموقع الرسمي
باللغة البولندية
- slubice24.pl
- الجالية اليهودية في سلوبيش على Virtual Shtetl